# Тарту Юликоол (женский баскетбольный клуб)
«Тарту Юликоол» (эст. Tartu Ülikool) — старейший эстонский женский баскетбольный клуб из Тарту, представляет Тартуский университет (эст. Tartu Ülikool). Лучшим достижением команды в чемпионате СССР были «серебряные» медали в 1957, 1958 и 1960 гг., а в чемпионате Эстонии — также «серебряная» медаль (2011).

## История
С момента образования «УСК» всегда представлял спортклуб Тартуского университета, являлся одним из сильнейших клубов СССР 1950-х гг. С 1951 года команда стала выступать в Высшей лиге, где вплоть до 1957 года была стабильным середняком, занимая постоянно 6-е место. Тем неожиданней был успех в 1957 году, когда баскетболистки Тарту завоевали «серебряные» медали, но это было только начало – они ещё два сезона подряд останавливались в шаге от чемпионства. В промежутках этих успехов «УСК» под флагом Эстонской ССР становилась вторым призёром Спартакиады народов СССР 1959 года. С 1961 года команда стала с каждым годом падать в турнирной таблице: 1961 – 4-е место, 1962 – 6-е место, 1963 – сборная Эстонской ССР на Спартакиаде – 9-е место, 1964 и 1965 – 8-е место, 1966 – 11-е место и вылет в первую лигу. Затем команда на короткое время выходила в элиту и снова попадала во второй эшелон советского баскетбола. В 1980-х гг. «УСК» только два сезона участвовал в высшей лиге (1984 и 1987), где не задерживался больше года.
В 1990 году команда вышла из состава участников чемпионата СССР и стала выступать в чемпионате Эстонии. За этот период «Тарту Юликоол» становился один раз «серебряным» призёром чемпионата Эстонии и четыре раза «бронзовым».

## Титулы
- Серебряный призёр  чемпионата СССР: 1957, 1958, 1960
- Серебряный призёр  чемпионата Эстонии: 2011
- Бронзовый призёр  чемпионата Эстонии: 1992, 2007, 2009, 2015, 2016, 2017

## Знаменитые игроки
- Марет-Май Вишнева (Отса) – чемпионка мира (1959), чемпионка Европы (1952, 1954, 1956, 1960) и серебряный призёр ЧЕ (1958)
- Валентина Куллам (Назаренко) –чемпионка Европы (1952, 1954)
- Айме Тоби (Краус) – серебряный призёр ЧЕ (1958)
- Айно Хейн (Вярк) – чемпионка Европы (1956)
- Эне-Лилле Яансон (Китсинг) – чемпионка мира (1959)
- Валентина Каасик (Люютсепп) – чемпионка мира (1964), чемпионка Европы (1962, 1964)